# Zoramia
Zoramia ist eine Gattung der Kardinalbarsche (Apogonidae). Die Fische kommen in den Korallenriffen des tropischen Indopazifik in Tiefen von 1 bis 17 Metern vor. Wie alle Kardinalbarsche ernähren sie sich von Zooplankton und sind Maulbrüter. Die Gattung zählte früher als Untergattung zu Apogon.

## Merkmale
Zoramia-Arten sind kleine, hochrückige Fische und werden 4 bis 6 Zentimeter lang. Die erste Rückenflosse wird von sechs Flossenstrahlen gestützt, von denen die zweite und dritte ausgezogene Filamente bilden können. Die zweite Rückenflosse stützen neun Weichstrahlen. Der Oberkiefer ist mit zwei oder drei Reihen kleiner, schlanker Zähne besetzt, die bis zur Symphyse der Prämaxillare stehen. Im Unterkiefer stehen die Zähne in einer oder zwei Reihen, hinten immer nur in einer. Auf dem Gaumenbein befindet sich eine Zahnreihe. Die Anzahl der Kiemenreusenstrahlen liegt bei 24 bis 32. Die Fische sind fast transparent mit einigen bläulichen oder gelben Farbmarkierungen. Magen und Darm sind schwarz.

## Arten
- Zoramia flebila Greenfield, Langston & Randall, 2005
- Masken-Kardinalbarsch (Zoramia fragilis) (Smith, 1961)
- Gilberts Kardinalbarsch (Zoramia gilberti) (Jordan & Seale, 1905)
- Fadenflossen-Kardinalbarsch (Zoramia leptacantha) (Bleeker, 1856–57) (Typusart)
- Perlen-Kardinalbarsch (Zoramia perlita) (Fraser & Lachner, 1985)
- Zoramia viridiventer Greenfield, Langston & Randall, 2005